# Cavall Verd
El Cavall Verd (793 m) és una muntanya en la Serra del Penyal, també coneguda amb el nom de la muntanya de Pop, situada entre els termes municipals de Benigembla i la Vall de Laguar (Marina Alta).

## Història
El Cavall Verd alberga les restes del Castell de Pop, i és per això que també rep el nom de la Muntanya de Pop. La serra on està enclavat separa els pobles de Benigembla i la Vall de Laguar. Al sud es localitza la Vall de Pop, i al nord la Vall de Laguar.
Fou un dels últims reductes de la resistència morisca de l'antic Regne de València. A mitjan novembre de 1609, els moriscs de la Vall de Pop i d'altres indrets, unes 17.000 persones, es van instal·lar dalt de la muntanya, armats amb fones, pedres i alguna ballesta, i confrontaren cinc mil soldats dels terços de Nàpols i Sicília que integraven la màquina militar més perfecta del món. El resultat del combat desigual fou evident: l'exèrcit de Felip III masacrà milers de moriscs. De la història dels supervivents que refugiaren en els escarpats de la muntanya prové la llegenda segons la qual la muntanya evoca la figura llegendària d'un cavall verd que els moriscs esperaren sense èxit per a salvar-se de l'expulsió.
Com a resultat es va perdre dos terços de la població: quan des dels ports de Dénia i Xàbia uns 42.000 moriscs embarcaren cap a Orà en un exili forçat del qual no tornarien.
En la muntanya del Cavall Verd hi ha una població de Caralluma mumbyana var. hispànica. Esta planta és endèmica del sud-est peninsular, i avui en dia sols n'hi ha tres colònies més al País Valencià.